# Антоні-Владислав Ґлузинський
Антоні-Владислав Ґлузинський (пол. Antoni Władysław Gluziński; нар. 18 травня 1856, під Влоцлавеком, Варшавська губернія Королівство Польське, нині Куявсько-Поморського воєводства Польщі — пом. 10 квітня 1935, Варшава, Польща) — один з найвидатніших лікарів в історії польської медицини, фахівець з внутрішніх хвороб, патолог, клініцист, педагог. Професор. Один з творців інтернальної медицини в Польщі. Піонер польської гастроентерології.

## Біографія
Народився 18 травня 1856 року під Влоцлавеком Варшавської губернії Царства Польського (нині Куявсько-Поморського воєводства Польщі).
У 1874–1880 роках вивчав медицину в краківському Ягеллонському університеті. Потім продовжив навчання в університетах Дерпту (нині Тарту) і Відня. Пройшов стажування в клініках Лейпцига, Берліна і Парижа.
З 1890 року — професор Ягеллонського університету в Кракові, з 1897 — професор університету Яна Казимира у Львові, у 1905–1906 роках обирався ректором Львівського університету, з 1919 року — професор Варшавського університету.
У 1907 році був головою Лікарського товариства у Львові.
Член Польської академії знань.
Помер 10 квітня 1935 року у Варшаві на 79-му році життя. Похований на Повонзківському цвинтарі.

## Наукова діяльність
Один з піонерів польської гастроентерології.
Владислав Ґлузинський — автор робіт з фізіології, патології та діагностики шлунково-кишкового тракту. Автор першого клінічного опису плазмоцитозу при лейкемії.
Був серед засновників Товариства інтерністів Польщі та Товариства з боротьби з туберкульозом. Автор використовуваного протягом півстоліття у всій Європі методу ранньої діагностики раку шлунка (тест Ґлузинського).
Організатор першої в Польщі протитуберкульозної лікарні. Перший редактор польського наукового журналу «Архіви внутрішньої медицини». Ініціатор з'їздів слов'янських лікарів.